# 沈丹客运专线
沈丹客运专线是中国一条连接辽宁省沈阳市与丹东市的高速铁路，设计时速为250公里。铁路正线里程208.676公里，运营里程为223.677公里。沈丹客运专线经由沈阳、本溪和丹东3个城市，连接京沈客运专线，哈大客运专线与沈抚城际铁路。

## 概述
沈丹客运专线由中国铁道部、辽宁省政府共同修建，总投资268.8亿元人民币，其中工程投资248.8亿元，机车车辆购置费20亿元。工程于2010年3月17日开工，于2015年9月1日建成通车。通车后，沈阳市至丹东市的最快行车时间缩短为71分钟。
全线特大、大中桥梁共86座，约67287双延长米，桥梁长度占正线线路长度的32.51%。其中新建桥梁92座，最长的为沈本大道1号特大桥，全长2896米，最大跨度128米。隧道58座，全长85.9公里，占线路总长的41.9%，其中新建隧道57座，最长的为南芬隧道，长7349米。桥梁与隧道占线路全长的80.5%。
线路穿越沈阳苏家屯区马耳山生物多样性封育保护地、本溪环城国家森林公园、本溪国家地质公园、大明山裂隙式古火山自然保护区、丹东通远堡红松生物群落自然保护区5个重点区域，对工程的环境保护方面要求较高。

## 历史

### 规划阶段
2008年初，辽宁省委、省政府提出加强辽宁沿海经济带铁路网络建设，正式启动了沈丹客运专线建设项目建设前期的准备工作。2008年7月，该项目被铁道部列为辽中南城市群城际铁路网规划项目；同年10月10日，铁道部与辽宁省政府共同签署了《关于加快推进辽宁铁路建设的会议纪要》，将该铁路纳入中长期铁路网规划调整方案，初定标准为电气化铁路，双向行驶，时速200公里以上。2008年11月25日，辽宁省发展改革委员会组织召开了沈丹客运专线协调会，预定于2009年开工建设。
2009年1月11日，由中铁集团第三设计院编制完成的预可研报告通过铁道部组织的审查；1月23日，国家铁道部，辽宁省将《关于新建沈阳至丹东铁路客运专线项目建议书》上报于国家发展计划委员会，并于同年8月21日获得批复。2009年10月28日，国土资源部批复项目用地预审报告；12月1日，国家环境保护部部长专题会议审议通过该项目环境影响报告书；12月7日，国家发展和改革委员会正式批复沈丹客运专线可行性研究报告。

### 建设阶段
沈丹客运专线新建沈阳南站，改造现有沈阳北站。沈阳南站工程于2010年3月17日开工，于2014年7月29日进入轨道铺设阶段，2015年1月全线铺通。2015年4月底完成施工建设，5月进行静态验收，同年6月1日开始进行联调联试，7月20日完成联调联试，调试中最高运行速度达到时速295公里。2015年7月21日进入试运行阶段。

### 运营阶段
2015年8月31日，12306网站开始发售沈丹客运专线本线及跨线列车9月1日以后的车票，其中沈阳站至丹东站的二等座票价为70元。2015年9月1日5时32分，D7601次动车组列车从沈阳站开往丹东站，沈丹客运专线正式开始运营，同日上午8时由丹东站开往沈阳站的D7606次列车成为首发仪式用动车组。2015年12月17日，丹大快速铁路开通运营，沈丹客运专线增加沈阳站始发经由丹东站往大连方向的跨线动车组列车2对。

## 线路运营

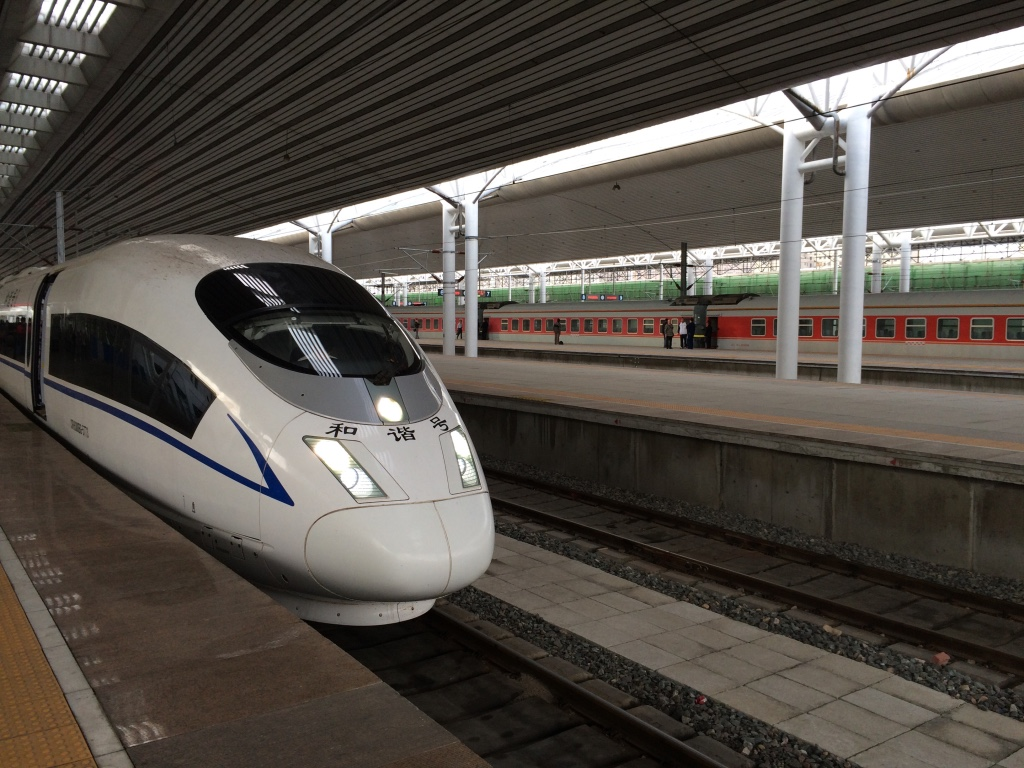
开往北京南站的G398次列车停靠于丹东站1站台

### 票价及运营方案
沈丹客运专线运营初期日开行列车43对，其中包括本线D字头列车24对，高峰线列车8对，以及跨线动车组列车11对。旅客乘坐跨线G字头列车可到达北京、天津、上海、南京、济南、大连、长春、哈尔滨、吉林、延吉等大中城市。
沈阳（北）站至丹东站区段票价：
| 列车速度等级     | 二等座 | 一等座 | 特等座  | 商务座  |
| ---------------- | ------ | ------ | ------- | ------- |
| G（300公里时速） | 73元   | 91.5元 | 133元   | 221.5元 |
| D（250公里时速） | 70元   | 87元   | 126.5元 | 211元   |

1. ↑  沈丹客运专线最高时速为250公里，全线适用D字头票价，G字头仅在沈阳南站至沈阳（北）站区间票价上浮。

### 客流量
沈丹客运专线开通适逢中国抗日战争胜利纪念日小长假，2015年9月1日至9月5日间，累计发送旅客22.7万人，日均发送旅客4.5万人，其中9月4日单日发送旅客达到6.1万人。截止2015年9月30日，沈丹客运专线开通满一个月，累计开行动车组列车2533列，累计发送旅客125万人次，日均发送旅客4.2万人次。2016年9月1日，沈丹客运专线开通一周年，累计发送旅客1323万人次，日均发送旅客3.6万人次，其中2016年4月30日为该期间单日发送旅客最多的一天，达7.1万人次。

## 途经车站
铁路沿线设有沈阳南、本溪新城、本溪、南芬北、通远堡西、凤城东、五龙背东、丹东8座车站，其中除本溪站和丹东站以外均为新建车站。
| 沈丹客运专线 |          |            |                   |                     |          |                            |                      |                                      |
| 所在地区     | 所在地区 | 车站       | 中心里程 （公里） | 站房面积 （平方米） | 规模     | 连接铁路                   | 城市轨道交通转乘路线 | 备注                                 |
| 沈阳市       | 浑南区   | 沈阳南站   | 1                 | 99,987              | 12台26线 | 哈大客运专线 京沈客运专线  | 沈阳地铁4号线        | 无站台柱雨棚 钢框架结构              |
| 本溪市       | 溪湖区   | 本溪新城站 | 35                | 5,983               | 2台4线   |                            |                      | 有站台柱雨棚 钢框架结构              |
| 本溪市       | 平山区   | 本溪站     | 62                | 14,686              | 5台9线   | 沈丹铁路 辽溪铁路 溪田铁路 |                      | 有站台柱雨棚 钢框架结构              |
| 本溪市       | 南芬区   | 南芬北站   | 80                | 1,998               | 2台4线   |                            |                      | 桥式车站 有站台柱雨棚 混凝土框架结构 |
| 丹东市       | 凤城市   | 通远堡西站 | 124               | 1,998               | 2台4线   |                            |                      | 有站台柱雨棚 钢框架结构              |
| 丹东市       | 凤城市   | 凤城东站   | 164               | 3,498               | 2台4线   |                            |                      | 有站台柱雨棚 钢框架结构              |
| 丹东市       | 振安区   | 五龙背东站 | 190               | 1,998               | 2台4线   |                            |                      | 有站台柱雨棚 钢框架结构              |
| 丹东市       | 振兴区   | 丹东站     | 208               | 15,300              | 5台9线   | 沈丹铁路 丹大城际铁路      |                      | 无站台柱雨棚 钢框架结构              |

## 与其它铁路的连接
- 沈阳市：哈大客运专线
- 丹东市：京义线（朝鲜）、东北东部铁路、丹大城际铁路